# Balletdanserinden
Balletdanserinden è un film danese del 1911, diretto da August Blom.

## Trama
Il pittore ama la ballerina, che ama il drammaturgo, che ama (anche) la moglie del possidente, che, in conseguenza di ciò, un giorno esce di casa armato.
Fra i superstiti il balletto continua.